# بيتر نيميث
بيتر نيميث (بالسلوفاكية: Peter Németh)‏ هو مدرب كرة قدم ولاعب كرة قدم سلوفاكي في مركز الوسط، ولد في 14 سبتمبر 1972 في بانسكا بيستريتسا في سلوفاكيا. شارك مع منتخب سلوفاكيا لكرة القدم. أما مع النوادي، فقد لعب مع آينتراخت فرانكفورت وإنتر براتيسلافا وبانيك أوسترافا ونادي بانيك هورنا ونادي ترنتشين ونادي جيلينا.

## وصلات خارجية
- بيتر نيميث على موقع قاعدة بيانات كرة القدم.إي يو (الإنجليزية)
- بيتر نيميث على موقع بيانات كرة القدم. دي إي (الألمانية)
- بيتر نيميث على موقع ناشيونال فوتبول تيمز (الإنجليزية)
- بيتر نيميث على موقع عالم كرة القدم.نت (الإنجليزية)